# Булонь-сюр-Мер-Нор-Эст
Булонь-сюр-Мер-Нор-Эст (фр. Boulogne-sur-Mer-Nord-Est) — упраздненный кантон во Франции, регион Нор-Па-де-Кале, департамент Па-де-Кале. Входил в состав округа Булонь-сюр-Мер.
В состав кантона входили коммуны (население по данным Национального института статистики за 2008 г.):
- Булонь-сюр-Мер (13 407 чел.) (частично)
- Вимий (4 319 чел.)
- Контвиль-ле-Булонь (445 чел.)
- Перн-ле-Булонь (478 чел.)
- Питтфо (123 чел.)

## Экономика
Структура занятости населения (без учета города Булонь-сюр-Мер):
- сельское хозяйство — 3,6 %
- промышленность — 31,9 %
- строительство — 10,3 %
- торговля, транспорт и сфера услуг — 33,3 %
- государственные и муниципальные службы — 21,0 %

## Политика
На президентских выборах 2012 г. жители кантона отдали Франсуа Олланду в 1-м туре 33,2 % голосов против 22,7 % у Николя Саркози и 21,5 % у Марин Ле Пен, во 2-м туре в кантоне победил Олланд, получивший 57,5 % голосов (2007 г. 1 тур: Саркози — 27,2 %, Сеголен Руаяль — 26,2 %; 2 тур: Руаяль — 50,7 %). На выборах в Национальное собрание в 2012 г. по 5-му избирательному округу департамента Па-де-Кале они поддержали действующего депутата и мэра Булонь-сюр-Мер, члена Социалистической партии Фредерика Кювилье, набравшего в 1-м туре 52,6 % голосов и одержавшего по итогам голосования по всему округу победу в 1-м же туре. (2007 г. 6-й округ. Жак Ланг (СП): 1 тур — 42,6 %, 2 тур — 57,6 %). На региональных выборах 2010 года в 1-м туре победил список социалистов, собравший 36,9 % голосов против 17,4 % у списка «правых»  и 16,4 % у Национального фронта. Во 2-м туре единый «левый список» с участием социалистов, коммунистов и «зелёных» во главе с Президентом регионального совета Нор-Па-де-Кале Даниэлем Першероном получил 56,4 % голосов, «правый» список во главе с сенатором Валери Летар занял второе место с 23,2 %, а Национальный фронт Марин Ле Пен с 20,4 % финишировал третьим.
|  | Кандидат         | Партия                  | % голосов |
|  | ---------------- | ----------------------- | --------- |
|  | Клод Аллан       | Социалистическая партия | 52,09     |
|  | Ришар Онво       | Новый центр             | 26,88     |
|  | Огюст Дюпон      | Коммунистическая партия | 11,20     |
|  | Жан-Жак Вернальд | Национальный фронт      | 9,82      |